# 内川 (東京都)
内川（うちかわ）は、東京都大田区を流れる河川。二級水系の本流である。全長1.55km、流域面積3.25km2。

## 地理
東京都大田区中央、大森西のJR東海道本線橋下、大森学園高等学校前を流れて京浜運河、東京湾に注ぐ。
元々は北馬込付近を水源とした天然の小川であった。現在では東海道本線より上流は暗渠化し下水道の幹線とされ、下流が河川法上の指定区間となっている。そのため大雨が降ると下水が流れ出て悪臭がひどいが、通常時は曝気装置や微生物養生により水質が若干ではあるが改善してきている。
かつては六郷用水の流れの一部が大森第八中学校付近で合流していたり、呑川の分流が合流していたが、現在は合流する流れもなく、通常時の開渠部分の水は潮の干満による海水・汽水がほとんどを占めており、開渠の最上流部でも潮がひいているときには川底の泥に汽水性のヤマトオサガニ、クロベンケイガニ、ケフサイソガニを見ることができる。また、マハゼやボラも多く、夏には多くの釣り人がみられる。エイなど多くの海洋性の魚類も上げ潮時には遡上している。
2007年4月にウォーターフロント事業として、河口付近に大森ふるさとの浜辺公園が開園した。また、一部開渠部の流れに沿って散歩道が作られている。

## 橋梁
- 新井宿第一号橋りょう（JR東海道本線）
- 新田橋
- 三ツ木橋
- 境橋
- 富士見橋（補助27号線）
- 五之橋
- 四之橋
- 諏訪橋
- 弐之橋
- 内川橋（京急本線）
- 一之橋
- 大森橋（第一京浜）
- 内川橋（旧東海道）
- 新橋
- 浜辺橋（大森ふるさとの浜辺公園内）